# 아르메니아계 아제르바이잔인
아르메니아계 아제르바이잔인(아제르바이잔어: Azərbaycan erməniləri; 아르메니아어: Հայերն Ադրբեջանում)은 아제르바이잔에 거주하는 아르메니아인 또는 아르메니아계 후손들이다. 통계에 따르면 1988년 제1차 나고르노카라바흐 전쟁이 발발하기 전까지 약 50만 명의 아르메니아인이 아제르바이잔 소비에트 사회주의 공화국에 거주했다. 그러나 아르메니아-아제르바이잔 분쟁의 결과인 제1차 나고르노카라바흐 전쟁으로 이어지는 사건에서 아르메니아-아제르바이잔인 대다수는 공화국을 탈출해야 했다. 아르메니아인들에 대한 만행은 숨가이트(1988년 2월), 간자(1988년 11월), 바쿠(1990년 1월)에서 일어났다.  오늘날 아제르바이잔의 아르메니아인 대다수는 1991년 나고르노카라바흐 공화국이라는 이름으로 일방적인 독립을 선언한 나고르노카라바흐 지역이 관할하는 영토에 살고 있지만 아르메니아를 포함한 어느 나라에서도 인정받지 못하고 있다.
비공식 자료에 따르면 나고르노카라바흐 외곽의 아제르바이잔 영토에 거주하는 아르메니아인은 약 2,000명에서 3,000명 정도이며, 거의 전적으로 아제르바이잔인과 결혼했거나 아르메니아-아제르바이잔 혼혈인 사람들로 구성되어 있다. 아제르바이잔인과 결혼하지 않은 아르메니아인은 645명(남자 36명, 여자 609명)으로 추산되며, 아제르바이잔 인구의 절반 이상(나고르노카라바흐 외곽 아제르바이잔의 아르메니아인 중 378명(59%)은 바쿠에 살고 나머지는 시골에 살고 있다. 그들은 노인이거나 아플 가능성이 높으며, 아마도 다른 가족이 없을 것이다. 나고르노카라바흐 분쟁이 해결되지 않는 한 아제르바이잔의 아르메니아인들은 큰 위험에 처해 있다. 아제르바이잔에서 아르메니아인들의 지위는 불안정하다. 아르메니아인들의 대규모 이민과 아제르바이잔 공격에 대한 두려움 때문에 아르메니아 교회들은 폐쇄된 채로 남아 있다.